# 18281 Tros
A 18281 Tros (ideiglenes jelöléssel 4317 T-3) egy kisbolygó a Naprendszerben. Cornelis Johannes van Houten,   Ingrid van Houten-Groeneveld és Tom Gehrels fedezte fel 1977. október 16-án.